# Diga di Tahtalı
La diga di Tahtalı è una diga della Turchia. Si trova nella provincia di Smirne,  a 4 km dal mare Egeo nel quale si getta il fiume Tahtalı Çayı. Il lago è alimentato da due piccoli corsi d'acqua che arrivano da nord e che hanno una lunghezza di circa 30 km.